# Kelet-szibériai Gazdasági Körzet

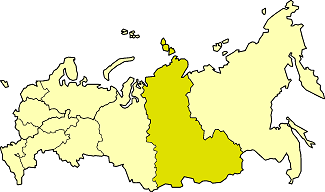
A Kelet-szibériai Gazdasági Körzet fekvése

A Kelet-szibériai Gazdasági Körzet (orosz nyelven: Восточно-Сибирский экономический район, Vosztocsno-Szibirszkij ekonomicseszkij rajon), Oroszország 11 gazdasági körzetének egyike.
Oroszország területének 24%-ára terjed ki, de az ország népességének csupán 6%-a él itt. Az Oroszországi Föderáció alábbi szubjektumai alkotják:
1. Bajkálontúli határterület
2. Burjátföld
3. Hakaszföld
4. Irkutszki terület
5. Krasznojarszki határterület
6. Tuva

## Vázlatos jellemzése
A körzet Oroszország szénkészleteinek több mint felével rendelkezik. A Köves-Tunguszkától Norilszkig csaknem összefüggő óriási szénmező húzódik, melynek kitermelése még alig kezdődött el. Hatalmas tartalékok rejtőznek az északi sarkkörön túl, délen pedig a Kanszk és Acsinszk környéki szénmedencében (barnaszén).
Vasércet bányásznak Zseleznogorszknál, a Szaján-hegység előterében Hakaszföldön és a Bajkálontúli területen. A Bajkálontúl ólom- és cinkérc mellett gyakran arany is található, és itt vannak az ország legnagyobb uránbányái. Az északi Norilszk környékén nikkel-, réz- és más színesérceket, ritkafémeket bányásznak; a város ércdúsítói, illetve színesfémkohói nikkelt, kobaltot, platinát állítanak elő. Kelet-Szibéria aranylelőhelyei közül Bodajbo környéke az egyik leghíresebb.
A szibériai nagy folyók vízi energiáját nagy mértékben hasznosítják. A Jenyiszejen két, az Angarán három óriási vízerőmű létesült, melyek az ipari termelés mellett a környező nagyvárosok, Krasznojarszk és Irkutszk villamosenergiával való ellátását is biztosítják. A körzet igen jelentős alumíniumkohászatát (Bratszk, Irkutszk, Krasznojarszk), valamint legnagyobb cellulóz- és papíripari kombinátját is (Uszty-Ilimszk) a nagy vízerőművek mellé telepítették.
A legtöbb gépipari központ a transzszibériai vasút mentén alakult ki. Krasznojarszkban traktorokat, kombájnokat, papíripari berendezéseket, hidakhoz acélszerkezeteket gyártanak. Irkutszkban bányagépeket, szerszámgépeket állítanak elő. Ulan-Udében vasúti járműveket készítenek, Csita gépiparában a szerszámgép- és az autóalkatrészek gyártása jelentős.
Kelet-Szibéria területének nagyobb része a tundra- és a tajgaövhöz tartozik, ahol számottevő mezőgazdaság nem alakulhatott ki. Az éghajlati- és a domborzati viszonyok miatt jelentős mennyiségű növénytermesztés csak délen, ott is főként takarmánytermelés honosodott meg. A déli, hegyközi medencékben és az Irkutszki terület déli részén gabonát, a védett helyeken cukorrépát és más ipari növényt is termesztenek. A mezőgazdaság vezető ága az állattenyésztés: szarvasmarhatartás és sertéstenyésztés, a Bajkálontúl és a hegyekben a juhtenyésztés. A helyi igényeket szolgálják ki a nagyvárosok környékén zöldségtermelést, tej- és húsirányú állattenyésztést folytató gazdaságok.

## Lásd még
- Oroszország közigazgatási beosztása